# Tantulocarida
Tantulocarida zijn een groep mariene kreeftachtigen. Er zijn een veertigtal beschreven soorten. Het zijn ectoparasieten op andere kreeftachtigen, vooral diepzee-eenoogkreeftjes, -zeepissebedden, -naaldkreeftjes en -mosselkreeftjes.

## Beschrijving
Tantulocarida hebben een kop zonder ogen. Ook de antennulae, de mandibels en de maxillipeden zijn afwezig. De antenna is gereduceerd, rudimentair of volledig afwezig. Thorax en abdomen zijn gescheiden, er is echter geen carapax. De thorax is ongesegmenteerd en bezit zes paar ongedifferentieerde, eenvoudige, tweetakkige pereopoden. Het abdomen is opgebouwd uit zes somieten zonder pleopoden. Ten slotte is er nog één paar rudimentaire uropoden en geen telson.

## Voorkomen
Tantulocarida leven ectoparasitisch op kleine diepzee-kreeftachtigen. Het zijn erg kleine diertjes, typisch minder dan 0,3 mm lang.
Gastheren worden geïnfecteerd tijdens het tantalus-larve stadium. Dit gebeurt waarschijnlijk onmiddellijk nadat de larven vrijkomen.
Vanwege de hun kleine afmetingen zijn weinig verspreidingsgegevens gekend. Ze werden tot nog toe gevonden in de Stille Oceaan, de Atlantische Oceaan en in Arctische en Antarctische wateren.

## Taxonomie
De volgende families zijn bij de onderklasse ingedeeld:
- Basipodellidae Boxshall & Lincoln, 1983
- Deoterthridae Boxshall & Lincoln, 1987
- Doryphallophoridae Huys, 1991
- Microdajidae Boxshall & Lincoln, 1987
- Onceroxenidae Huys, 1991